# 妊神星
妊神星是柯伊伯带的一颗矮行星，正式名称为(136108) Haumea。妊神星是太阳系的第三大矮行星，它的质量是冥王星质量的三分之一。2004年，迈克尔·E·布朗领导的加州理工学院团队在美国帕洛玛山天文台发现了该天体；2005年，奥尔蒂斯领导的团队在西班牙内华达山脉天文台亦发现了该天体，但后者的声明遭到质疑。2008年9月17日，国际天文联合会（IAU）将这颗天体定为矮行星，并以夏威夷生育之神哈乌美亚为其命名。
在所有的已知矮行星中，妊神星具有独特的极度形变。尽管人们尚未直接观测到它的形状，但由光变曲线计算的结果表明，妊神星呈椭球形，其长半轴是短半轴的两倍。尽管如此，据推算其自身重力仍足以维持流体静力平衡，因此符合矮行星的定义。天文学家认为，妊神星之所以具备形状伸长、罕见的高速自转、高密度和高反照率（因其结晶水冰的表面）这些特点，是超级碰撞的结果；这让妊神星成为了碰撞家族中最大的成员，几颗大型的海王星外天体以及妊神星的两颗已知卫星亦是该家族的成员。

## 分类

妊神星在海王星（右下方的藍點）被固定的旋轉系中有名無實的天秤動。（(2) 智神星是沒有天秤動的例子）。

妊神星是一颗类冥天体，该术语用于描述位于海王星轨道以外的矮行星。妊神星的矮行星地位，意味着它被认为有足够的质量以自身的重力维持近似圆球的形状，但不能清除邻近的小天体。尽管妊神星和球形相差甚远，但其椭球的形状肇因于高速旋转，类似水气球旋转时伸长的现象，而非其自身重力无法克服物质抗壓強度所致。妊神星曾在2006年被小行星中心归类为经典柯伊伯天体，但现已被除名。对标称轨线的研究表明，妊神星是五阶7:12共振天体，因为其35天文单位的近日点距离接近于海王星的稳定极限。帕洛玛山天文台的数字巡天曾于1955年3月22日发现过妊神星。但当时需要更多的观察以确定其是否处于运动状态。

## 发现争议
有两个团队主张自己才是妊神星的发现者。2004年12月，迈克·布朗领导的加州理工学院团队，在他们于2004年5月20日拍摄的一系列照片中，发现了妊神星。2005年7月20日，他们发表了一份报告的在线摘要，这份报告将在2005年9月的一场会议上宣布该发现。与此同时，在西班牙的内华达山脉天文台，若泽·路易斯·奥尔蒂斯·莫雷诺领导的安达卢西亚天体物理研究所团队，在拍摄于2003年3月7日至10日的一系列照片上，亦发现了妊神星。2005年7月27日晚，奥尔蒂斯在发给小行星中心的电子邮件中，披露了他们的发现。
布朗发现，在西班牙团队宣布该发现的前一天，西班牙天文台曾经访问过他的观察日志，因此他怀疑他们盗窃了他的成果。布朗的日志中包含有足够多的信息，让奥尔蒂斯能够在2003年的照片中重新发现妊神星；7月29日，西班牙团队再次访问了他的日志，而这正好是奥尔蒂斯排到望远镜时间，获取确认照片以向小行星中心再次宣布其发现之前。奥尔蒂斯后来承认了他曾访问过加州理工学院的观察日志，但他否认了所有指控，表示他们仅仅是为了验证这是不是一颗新天体。
根据国际天文联合会（IAU）的规定，首先向小行星中心提交微型行星的发现报告，并能提供确证轨道所需必要数据者，享有发现者的荣誉。成为发现者的最大好处是能够为行星命名。然而，当IAU于2008年9月17日宣布妊神星为矮行星时，并未提及任何发现者。IAU分别采用了西班牙团队的发现位置和加州理工学院的命名。奥尔蒂斯团队建议的名称，是古伊比利亚春天女神的名字“Ataecina”。

## 命名
在被赋予永久名称前，加州理工学院的发现者们曾将妊神星称为“圣诞老人”（Santa），以纪念它的发现日2004年12月28日（恰在圣诞节之后）。2005年7月，西班牙团队向小行星中心（MPC）报告了他们的独立发现。2005年7月29日，妊神星得到了首个官方称谓：临时编号2003 EL61，其中“2003”取自西班牙团队照片的拍摄日期。2006年9月7日，妊神星被正式编号为小行星136108号（(136108) 2003 EL61）。
按照IAU既定的指引，经典柯伊伯带天体应以神话中的创造之神为名，2006年9月，加州理工学院团队向IAU提交了他们对(136108) 2003 EL61及其卫星的正式命名；这些名称由戴维·拉比诺维茨提出，取自夏威夷神话，用于“纪念发现这些卫星的地点”。哈乌美亚（Haumea）是夏威夷岛的保育女神，而莫纳克亚天文台正是坐落于夏威夷岛。此外，哈乌美亚还被视为大地之母帕帕女神，是天空之父瓦基亚的妻子；从这层意义上讲，以“哈乌美亚”为2003 EL61命名也是恰当的选择：与其他已知的典型柯伊伯带天体不同，2003 EL61没有厚厚的冰幔包裹着的小型岩石核心，而被认为几乎完全以固态岩石构成。再者，作为繁殖与生育女神的哈乌美亚，其众多子女来自她身体上的不同部位；这也契合了在一次远古碰撞中，大量冰体被认为从这颗矮行星上分离出去的事件。两颗已知的卫星亦被认为起源自该事件，并分别以哈乌美亚的两个女儿为名：妊卫一希亚卡和妊卫二纳玛卡（Nāmaka）。

## 轨道和自转

相对海王星（灰色），妊神星（黄色）和冥王星（红色）的轨道，As of May 2009

妊神星有着经典柯伊伯带天体的典型轨道，轨道周期为283地球年，近日点约为35天文单位，轨道倾角约28°。1992年初，妊神星经过了远日点，当前离太阳距离超过50天文单位。
妊神星的轨道离心率略大于其碰撞家族的其他成员，据推测，是妊神星对海王星存在微弱的五阶12:7轨道共振所致；由于导致轨道倾角和离心率互换的古在效应，妊神星在近十亿年来逐渐偏离了其原始轨道。
妊神星的目视星等为17.3，是柯伊伯带第三亮的天体，仅次于冥王星和鸟神星，使用大型业余望远镜也可轻易观察到。然而，由于行星和多数太阳系小天体大都形成于太阳系的原始盘中，位于共同轨道路径上；因此，绝大多数早期的远距天体观测都将目光聚集于共同平面在天空上的投影中，亦即黄道上。随着对黄道附近天区的探索逐步充分，后来的天文观测开始探索轨道倾角较高的天体，以及平均运动更慢的远距天体。当这些观测覆盖到妊神星所在天区时，高轨道倾角、（当前）距离黄道甚远的妊神星终被发现。
妊神星的亮度波动周期很短，只有3.9小时，唯一的解释是其自转周期也是这一长度。这要快于其余已知的太阳系平衡天体，以及其余已知的直径大于100千米的天体。妊神星的高速自转被认为是一次碰撞导致的，这次碰撞同时创造了妊神星的卫星及其碰撞家族。

## 物理属性
由于妊神星带有卫星，可以根据开普勒第三定律由卫星轨道计算出该系统的质量。其结果为4.2×1021千克，为冥王星系统质量的28%，月球质量的6%。几乎所有的质量都集中在妊神星上。

### 大小、形状和构成
太阳系天体的大小可根据天体的光学星等、距离和反照率推算出来。对地球观察者而言，亮度越高的天体，要么是由于体积较大，要么是由于具有高反照率。假如可以确定天体的反照率，那么就可以粗略地估计出它们的大小。大多数远距天体的反照率是未知的，但妊神星因为有足够大的体积和亮度而能够测量其热辐射，这为其反照率提供了近似值，并进而能推算出它的大小。然而，妊神星高速的旋转对它的尺寸计算造成了阻碍，根据可变形体的转动物理学可以得出，转速与妊神星相当的天体在100天内就能从平衡形态变形为不等边椭球形。据推测，妊神星亮度波动的主要原因并不是由其自身各处反照率不同导致的，而是从地球观测时侧视图与端视图的交替所致。

对妊神星椭球形的预测，三条半径分别为1,960×1,518×996千米（假定反照率为0.73）。图中左侧分别为最大和最小的赤道剪影（1,960×996千米和1,518×996千米）；右侧是从极点观测时的剪影（1,960×1,518千米）。

妊神星光变曲线的周期和振幅主要受其构成的限制。假如妊神星的密度低若冥王星，是由厚实的冰幔包裹小型岩心构成，那么它的高速自转会将其自身拉得更长，从而超过其亮度波动所能允许的范围，但这与观测结果不符。因此，妊神星的密度就被限制在了2.6–3.3 g/cm3之间。在此密度范围内的有橄榄石和辉石等硅酸盐矿物，太阳系中许多岩石类天体均由这类物质构成。这意味着妊神星的主体由岩石构成，而表面覆盖有一层相对较薄的冰；妊神星曾经是一颗更加典型的柯伊伯带天体，有着厚实的冰幔，但在形成其碰撞家族的那次撞击中，大部分冰体被撞离了该行星。
处于流体静力平衡下的天体，如果给定其自转周期和大小，则随着密度的增加，其形状将越来越接近球形。以妊神星已知的精确质量、自转周期和预测的密度推算，可知其处于椭球平衡中：其最长轴应该接近于冥王星的直径，而最短轴约有冥王星直径的一半。由于尚未直接观测到妊神星或其卫星的掩星现象，因此暂时无法像冥王星那样，准确测量出它的大小。
目前，天文学家们已为妊神星的大小推算了数个椭球模型。第一个模型产生于妊神星发现之初，由地基天文台观测所得光变曲线的光学波长推算出：总直径在1,960到2,500千米之间，可见光反照率（pv）大于0.6。最有可能的形状是三轴椭球体，大小约为2,000×1,500×1,000千米，反照率为0.71。根据斯皮策空间望远镜的观测结果，妊神星的直径为1150+250
−100 千米，反照率为0.84+0.1
−0.2，红外测光得出的红外线波长为70微米。后来对光变曲线的分析表明，妊神星的等效圆直径为1,450千米。2010年，综合斯皮策望远镜和赫歇尔空间天文台的测量结果分析，得出了妊神星新的等效圆直径约为1,300千米。根据上述独立推算的数据，可得出妊神星的几何平均直径约为1,400千米。这让妊神星跻身于最大的海王星外天体之列，仅次于阋神星、冥王星，有可能次于鸟神星，故位列第三或第四；大于赛德娜、亡神星和创神星。目前發現可能有環。

### 表面
除了天体形状导致光变曲线在所有色指数上同时产生剧烈波动外，在可见光和近红外线波段上，也还存在着较小的各色独立的变化；这表明妊神星表面有部分区域的颜色和反照率都与其他地区不同。特别的，在妊神星亮白色的表面上可以观测到一块暗红色的区域，这意味着这一地区富含矿物和有机（富碳）化合物，或者结晶冰的成分比更高。由此，假如妊神星的环境没有那么极端的话，其表面上的这块斑点可能会让人联想到冥王星。
2005年，双子星天文台和凯克天文台的望远镜获取到的妊神星光谱表明，妊神星表面类似于冥卫一，富含大量结晶水冰。这一发现是独特的，因为结晶冰形态形成于110 K的温度下，而妊神星的表面温度低于50 K，在此温度下通常会形成无定形冰。此外，在宇宙射线的持续照射和太阳高能粒子对海王星外天体的轰击下，结晶冰的结构很难保持稳定。在这些轰击下，结晶冰通常需要数千万年的时间转化为无定形冰，而在几千万年前，海王星外天体就一直处于和现在相同的低温位置上。此外，辐射损害还会让海王星外天体的表面出现有机冰和类托林成分，从而变得更红更暗，冥王星正是如此。因此，光谱和色指数观测结果显示，妊神星及其家族成员曾在近期曾经历过表面翻新的事件，重新覆盖上了一层冰。但是，目前还没有提出一种可以合理解释其表面翻新机制的理论。
妊神星表面雪亮，反照率的范围在0.6－0.8之间，与其富含结晶冰的推论一致。阋神星等部分大型海王星外天体的反照率与妊神星相仿或更高。根据表面光谱的最佳拟合模型，妊神星表面有66%至80%的区域被纯结晶水冰覆盖；为高反照率作出贡献的另一种物质可能是氰化氢或层状硅酸盐。铜钾等无机氰化盐亦有可能存在。
然而，对可见光谱和近红外光谱的进一步研究表明，妊神星的同态表面（homomorphous surface）覆盖有无定形冰和结晶冰的混合物，其混合比例为1:1，有机物成分含量不超过8%。氨水合物的缺少导致冰火山无法存在，观测结果也证实了碰撞事件是在一亿年以前发生的，这与动态研究的结论相吻合。
相比于鸟神星，妊神星光谱中的甲烷含量稀少，这与其在热碰撞史中失去挥发物的事件一致。
2009年9月，天文学家在妊神星亮白色的表面上发现了一大块暗红色的斑点，这有可能是一次撞击的遗迹。造成该地区颜色与众不同的成因暂且未知，有可能是由于这一地区较其他地区的矿物和有机化合物含量更高，或存在着更多的结晶冰。

## 衛星

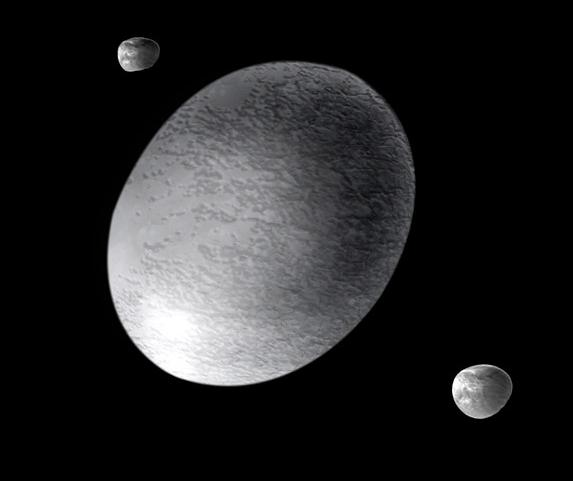
艺术家想象的妊神星及其两个卫星。卫星的实际距离比图中描绘的要远得多。

妊神星已经被发现的卫星有两颗：妊卫一和妊卫二。 两颗卫星均由布朗团队在2005年使用凯克天文台观测妊神星时发现。
妊卫一发现于2005年1月26日，加州理工学院团队曾将其昵称为“魯道夫”（傳說中為聖誕老人拉雪橇的馴鹿之一）。妊卫一较靠外侧，直径约为310千米，是两颗卫星中较大较亮的一颗，以近圆形的轨道环绕妊神星公转，公转周期为49天。妊卫一对1.5微米和2微米的红外线有着强烈的吸收能力，与其表面大部分区域覆盖有结晶冰的现象相一致。由于妊卫一有着独特光谱，而其吸收谱线又与妊神星十分类似，布朗团队据此认为俘获模型无法解释这一系统的形成，因此得出了妊神星的卫星来自于妊神星本身的结论。
体积较小且靠近裡侧的妊卫二，发现于2005年6月30日，曾被昵称为“布立增”。其质量仅有妊卫一的十分之一，公转轨道为非开普勒轨道，呈高度椭圆形，公转周期为18天。由于妊卫二的轨道受妊卫一摄动影响，截至2008年，两颗卫星的轨道交角为13°。天文学家并没有预料到妊卫二能具有相对较大的偏心率，也没有预料到两颗卫星的轨道会相互倾斜，这是因为潮汐作用会逐渐减小偏心率／倾角。由此，有推测认为，妊神星系统可能在相对近期内曾通过了较强的3:1共振区域，所以它的卫星才能具有现今如此独特的轨道。
现在，妊神星两颗卫星的轨道几乎完全侧向地球，并且妊卫二会周期性地掩食妊神星。通过观测这一现象，我们可以得出妊神星及其卫星的精确尺寸与形状，就像1980年代后期得出冥王星及冥卫一的那样。掩食发生时，妊神星系统会经历微小的亮度变化，中等口径以上的专业望远镜能够观测到这一变化。妊卫一上次对妊神星的掩食发生在1999年，但当时天文学家们尚未发现该系统，而下次妊卫一掩食将发生在130年之后。然而，出于规则卫星的独特情况，妊卫一会强烈地扭曲妊卫二的轨道，从而令妊卫二－妊神星掩食现象可以持续多年。

### 環

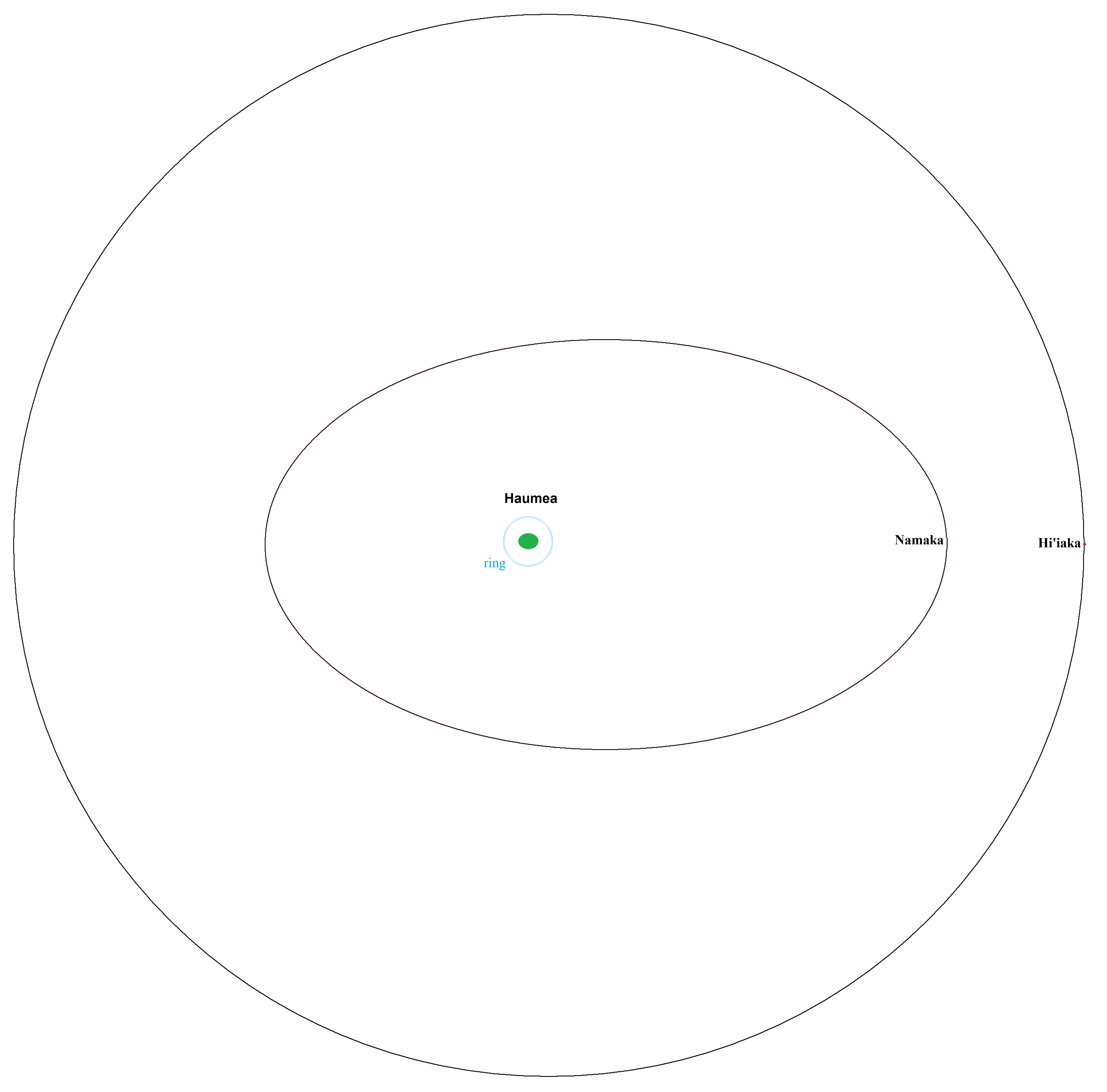
妊神星的環（內側藍線）與其衛星（外側黑線）的軌道俯視圖

除了有兩顆衛星，妊神星亦被發現具有環的構造。2017年1月21日，妊神星和牧夫座的恆星URAT1 533-182543發生掩星現象，當奧爾蒂斯等人藉由這次的掩星研究妊神星時，意外發現妊神星有半徑約2287公里，寬約70公里的環。這次觀測的結果於同年10月11日出版的《自然》期刊發表。這是首度在TNO發現環構造。環的透光率約為0.5，自轉週期約是妊神星的三倍。

## 碰撞家族
妊神星是其碰撞家族中最大的天体，碰撞家族成员有着相似的物理和轨道属性，被认为起源于因剧烈碰撞导致解体的较大天体。妊神星族是海王星外天体中首先被识别出的碰撞族，其中包括妊神星及其卫星、(55636) 2002 TX300（≈364千米）、(24835) 1995 SM55（≈174千米）、(19308) 1996 TO66（≈200千米）、(120178) 2003 OP32（≈230千米）以及(145453) 2005 RR43（≈252千米）。布朗等人起初认为该星族是导致妊神星冰幔脱离的单次撞击的直接产物，但是后来认为其中有更复杂的缘由：初次撞击产生的碎片形成了妊神星的一个大卫星，之后该大卫星又遭受第二次撞击解体，产生的碎片向外扩散。根据后一种猜测推算出的碎片扩散速率，与测量出的碰撞族成员速率更加吻合。
撞击族的存在显示妊神星及其“后代”可能诞生于离散盘。在太阳系的历史上，当前空旷的柯伊伯带发生这种撞击的概率不超过0.1%。初期的柯伊伯带比现在更密集，而妊神星族在当时可能还未形成，因为如此密集的星族会被海王星在柯伊伯带的运动所破坏——据信这也是柯伊伯带当前低密度的原因。因此，碰撞概率较高的动态离散盘区域更有可能是妊神星及其家族的诞生之地。
由于该星族的天体到达当今彼此远离的位置至少需要上十亿年，形成妊神星族的那次碰撞可能发生于太阳系历史的初期。

## 探索
经过计算如果2025年9月25日的发射飞行器，通过木星重力帮助，可以用14.25年飞掠妊神星。当飞行器抵达的时候，妊神星距离太阳48.18个天文单位。飞行时间如果是16.25年，那么发射时间可以在2026年11月1日、2037年9月23日和2038年10月29日。

## 脚注
1. ↑  妊神星的质量要比地球小1,400倍（地球质量的0.07%）。
2. 1 2  理论上，共振的强度与分子分母之差成反比，后者又称为“阶”。差（阶）越小，共振越强。12:7的共振为非常弱的五阶（12 − 7 = 5）。
3. ↑  原文：“to pay homage to the place where the satellites were discovered”.
4. ↑  为便于比较，由岩石构成的月球，其密度为3.3 g/cm3；由冰构成的柯伊伯带天体冥王星，其密度为2.0 g/cm3。